# ペグロティカーゼ
ペグロティカーゼ（Pegloticase）とは、難治性の痛風の治療のために用いる酵素製剤で、尿酸オキシダーゼの1種である。尿酸は、分子状の酸素と水の存在する環境において、ペグロティカーゼによって5-ヒドロキシイソ尿酸と過酸化水素に変換される。その後、5-ヒドロキシイソ尿酸は自発的にアラントインと二酸化炭素とに分解する。こうして産生するアラントインは水溶性が高く、腎臓から容易に排泄される。

## 解説
ペグロティカーゼは2010年9月にアメリカ合衆国でアメリカ食品医薬局が、さらに2013年1月にはヨーロッパで欧州医薬品庁が、それぞれ痛風治療薬として市販することを許可した薬剤である。基本的には他の薬剤では治療が難しい、約3 ％ほどの痛風患者のために使用される場合のある薬剤である
。
ペグロティカーゼは2週間おきに静脈への点滴によって投与する
。
こうすることで、血中の尿酸を減らす効果が出る
。
ただし、これによって痛風は改善するかもしれないけれども、ペグロティカーゼは抗原になりにくいように加工してあるとは言え
、それでも抗原と成り得ることもあって
、ペグロティカーゼには副作用も多い
。

## 構造
ペグロティカーゼは、約300個のアミノ酸から成るペプチドのサブユニット4つが合わさってできる、4量体のタンパク質である。各サブユニットを構成するアミノ酸のうち、リジンの残基9個ずつがエチレングリコールによって修飾されている。なお、この修飾の仕方をペグ化と言う。ペグ化したことによって、抗原になりにくいようにしている
。